# 建州八音
《建州八音》，全名《建州八音字义便览》（Gṳ̿ing-ciú Băi Éing Cī-ngī Bīng-lǎng），是一部反映清末福建闽北语建瓯话的韵书。1795年（乾隆六十年），由福清人林端材模仿福州话韵书《戚林八音》编写而成，1830年二版“怀古堂藏版”，1904年木刻三版，1929年“集义堂”四版，1981年李如龙翻印，2022年陈芳编著《〈建州八音〉整理及研究》。
该书也是历史上第一部建瓯话的音韵书籍。今有手抄本传世。

## 音韵体系[1]
该书按声韵系统汇辑编排，以音统字。以《戚林八音》为参考，本书将每个字的发音由“字母”（韵母）、“音韵”（声母）、“音”（声调）三个部分组成，以三十六字母为序列排字，而在每韵内又以十五音韵排列，在每个音韵内，以八音序之成字。

### 字母
三十六字母分別为：時年穠梅兒黃犁田園種茄蔴吳舍正㓟魚臍油茅厝囥桐發放茶峩陽蟠蛇人販柴南橋過。
其中，“種”与“穠”同，“厝”与“茄”同，实则只有三十四字母。

### 音韵
十五音韵分別为：柳邊求氣直坡他曾日時鶯問語出非。

### 音
八音分别为：之志指即芝志集字
《建州八音》中的声调排布比较复杂，并非与《戚林八音》一致，以分中古清浊音的平上去入的传统排列，这八音的选字对应的中古音分别为清平、清去、清上、清入、清平、清去、浊去、浊入。八音中，第二音与第六音完全混同，也同样选用志作为代表字。且虽然第一音之与第五音芝都为中古清平字，但在书中，第一音统辖的多为浊平。